# Floris V av Holland
Floris V av Holland och Zeeland, född den 24 juni 1254, död den 27 juni 1296, känd som der Keerlen God ("Böndernas gud"), var en greve av Holland, son till Vilhelm II och far till Johan I.
Floris är en av de viktigaste personerna i den första holländska dynastin (833-1299). Hans liv har dokumenterats i detalj i Rijmkroniek av Melis Stoke, hans historieskrivare. Han tillskrivs äran av en fredlig regering, modernisering av administrationen, införandet av en positiv handelspolitik, generellt att ha handlat till fördel för bönderna istället för adeln och erövring av land från havet. Det dramatiska mordet på honom, planlagt av Edvard I av England och Guy de Dampierre, greve av Flandern, gjorde honom til en hjälte i Holland.